# District militaire des Carpates
Le district militaire des Carpates (en russe : Краснознамённый Прикарпатский военный округ, abrégé en ПрикВО ; en ukrainien : Червонопрапорний Прикарпатський військовий округ) a été une région militaire de l'Armée de terre soviétique pendant toute la guerre froide, puis de l'Armée de terre ukrainienne de 1992 à 1998.

## District soviétique
En mai 1944, le district de Lvov est créé, regroupant les territoires conquis par l'Armée rouge dans l'Ouest de l'Ukraine (auparavant polonais pour la Galicie, hongrois pour la Ruthénie subcarpatique et roumain pour la Bucovine), le tout dirigé par le commandant adjoint du deuxième front ukrainien. Le 9 juillet 1945, l'état-major et les troupes du quatrième front ukrainien servent à la formation du district militaire des Carpates, couvrant les oblasts de Stanislavov (renommé en 1962 d'Ivano-Frankovsk), de Ternopol, de Tchernovitsy, de Vinnytsia, de Transcarpatie et de Kamenets-Podolsk (renommé en 1954 de Khmelnitski) ; le quartier-général est alors installé à Tchernovitsy.
Par le décret du Sovmin du 3 mai 1946, les deux fusionnent sous le nom de district des Carpates, avec son quartier-général à Lvov. Il couvrait à partir de cette date les oblasts de Volhynie, de Rovno, de Jitomir, de Lvov, d'Ivano-Frankovsk, de Ternopol, de Tchernovitsy, de Vinnitsa, de Transcarpatie et de Khmelnitski.
Le district est un des principaux pourvoyeur de troupes pour l'intervention soviétique en Hongrie de 1956 (opération « Cyclone », réprimant la révolution hongroise), puis pour celle en Tchécoslovaquie en 1968 (opération « Danube », réprimant le Printemps de Prague).

### Composition en 1988
- 8e armée de chars, à Jitomir :
  - 23e division de chars (renommée 6065e base de stockage en juillet 1990), à Ovroutch ;
  - 30e division de chars de la Garde, à Novograd-Volynski ;
  - 686e centre d’entraînement territorial (ex 50e division cadre de chars avant décembre 1987, renommée 5358e base de stockage en juillet 1989, dissoute en juin 1990), à Jitomir ;
- 13e armée combinée, à Rovno :
  - 51e division de fusiliers motorisés de la Garde, à Vladimir-Volynski ;
  - 97e division de fusiliers motorisés de la Garde, à Slavouta ;
  - 161e division de fusiliers motorisés (ru), à Iziaslav ;
- 38e armée combinée, à d'Ivano-Frankovsk :
  - 17e division de fusiliers motorisés de la Garde, à de Khmelnitski ;
  - 70e division de fusiliers motorisés de la Garde (en) (renommée 857e base de stockage en janvier 1991), à Ivano-Frankovsk ;
  - 128e division de fusiliers motorisés de la Garde, à Moukatchevo ;
  - 664e centre d'entraînement territorial (ex 146e division cadre de fusiliers motorisés avant décembre 1987, renommé 5194e base de stockage en juillet 1989, absorbée par la 6242e en juin 1991), à Iarmolyntsi ;
- 24e division de fusiliers motorisés, à Yavorov ;
- 110e centre d'entraînement de la Garde (ex 66e division de fusiliers motorisés de la Garde avant septembre 1987), à Tchernovtsy ;
- 119e centre d'entrainement de la Garde, à Berditchev ;
- 26e division d'artillerie, à Ternopol ;
- 81e division d'artillerie, à Vinogradov ;
- 420e brigade d'artillerie lourde, à Jolkva (24 2S7 Pion et 36 2S4 Tioulpan) ;
- 188e brigade d'artillerie lourde, à Emiltchino (48 2S7 Pion) ;
- 160e régiment de lance-roquettes multiples, à Svaliava (36 BM-27 Ouragan) ;
- 35e brigade de missiles balistiques, à Jolkva (12 R-17 Elbrouz) ;
- 25e brigade de missiles antiaériens, à Stryï (27 2K11 Kroug) ;
- 61e division de missiles antiaériens (cadre de mobilisation, renommée 4600e base de stockage en juillet 1989), à Dzigovka (en) (Dzyhivka) dans l'oblast de Vinnitsa ;
- 50e régiment du génie, à Sambor ;
- 54e régiment de pontonniers, à Kamenets-Podolski (avec 5 IMR-2) ;
- 137e régiment du génie ;
- 701e centre d'entraînement territorial (ex 72e division d'artillerie avant décembre 1987, renommé 1586e base de stockage en décembre 1989), à Jmerinka ;

- 1068e centre d’entraînement territorial (cadre de mobilisation, ex 119e division antiaérienne avant décembre 1987, 4606e base de stockage en juillet 1989), à Jitomir ;
- 14e armée aérienne, à Lvov :
  - 4e division d'aviation de chasse, à Ivano-Frankovsk ;
  - 289e division d'aviation de bombardement, à Lutsk ;
  - 48e régiment d'aviation de reconnaissance de la Garde, à Kolomya ;
  - 452e régiment d'aviation d'assaut, à Tchertkov ;
  - 243e régiment d'aviation mixte à Lvov ;
  - 209e escadrille d'hélicoptères de guerre électronique, à Loutsk ;
  - 76e régiment de communications et de contrôle, à Lvov[1].

### Unités cadres
Le district militaire compte à partir des années 1960 plusieurs divisions cadres, des unités avec un personnel et un équipement très réduits mais destinées à être complétées en cas de mobilisation.

#### Artillerie
- La 61e division de missiles antiaériens (en russe : зенитная ракетно-артиллерийская дивизия, division d'artillerie et de missiles antiaériens) est formée en juillet 1979 à Dzigovka (en). Elle est transformée en 4600e base de stockage d'armes et d'équipement le 1er juillet 1989[2],[3].
- La 72e division d'artillerie (numéro d'unité militaire 20726) est formée le 1er décembre 1984 à Jmerinka. En 1988, elle est formée de trois brigades cadres d'artillerie : la 443e d'obusiers, la 444e de canons et la 445e de lance-roquettes. Le 1er décembre 1987, elle est transformée en 701e centre d’entraînement territorial puis le 1er décembre 1989 en 1586e base de stockage d'armes et d'équipement[2],[4].
- La 119e division de missiles antiaériens est formée à Jitomir en 1977. Elle est renommée 1068e centre d’entraînement territorial le 1er décembre 1987 puis 4606e (ou 4603e[2]) base de stockage le 1er juillet 1989[5].

#### Chars
- La 50e division de chars (numéro d'unité militaire 75098) est formée le 28 décembre 1968 à Jitomir pour remplacer la 31e division de chars envoyée en Tchécoslovaquie. Subordonnée à la 8e armée de chars, elle est transformée le 1er décembre 1987 en 686e centre d’entraînement territorial puis le 1er juillet 1989 en 5358e base de stockage d'armes et d'équipement[6],[7]. Cette dernière est dissoute le 1er juin 1990[7].
- La 62e division de chars de réserve (russe : запасная танковая дивизия, numéro d'unité militaire 75043) est formée en 1972 à Berditchev. Elle est adossée à la 117e division de chars de la Garde. Elle est dissoute le 1er octobre 1989[8].

#### Fusiliers motorisés
- La 168e division de fusiliers motorisés (numéro d'unité militaire 20658) est formée en 1981 à Berditchev. Elle est renommée 1950e base de stockage d'armes et d'équipements le 1er octobre 1989 et est dissoute en juin 1990[9] ou en 1991[2].
- La 251e division de fusiliers motorisés de réserve (numéro d'unité militaire 20654) est formée en 1979 à Tchernovtsi. Elle est dissoute en 1987[10].

#### Sécurité arrière
- La 232e division de sécurité arrière est basée à Slavouta[2].
- La 233e division de sécurité arrière est basée à Khmelnitski[2].

## District ukrainien
À partir de janvier 1992, le district passe sous le contrôle de l'Armée de terre ukrainienne, en compagnie des districts de Kiev et d'Odessa. La période est à la réduction drastique des effectifs et au stockage du matériel. La 8e armée de chars soviétique devient le 8e corps d'armée ukrainien le 1er décembre 1993, comprenant la 30e division de chars de la Garde (renommée 30e brigade mécanisée en 2004) ; la 13e armée combinée devient le 13e corps d'armée, conservant la 128e division mécanisée de la Garde (renommée 128e brigade mécanisée en 2004) ; tandis que la 24e division de fusiliers motorisés est renommée 24e division mécanisée (puis 24e brigade mécanisée en 2003).
En 1998, le district sert à la formation du commandement opérationnel ouest.

## Commandants

### District militaire de Lvov
- Mai 1944 à juillet 1945 : Général Ilya Smirnov
- Juillet 1945 à mai 1946 : Général Markian Popov

### District militaire des Carpates
- Septembre 1945 à octobre 1946 : Général Andrey Yeryomenko,
- Octobre 1951 à novembre 1951 : Général Kouzma Galitsky,
- Novembre 1951 à mars 1955 : Général Ivan Konev,
- 1955 à 1958 :  Général Pavel Batov,
- 1958 – 1964 : Général Andrei Guetman,
- 1964 à 1967 :  Général Pyotr Lachtchenko,
- 1967 à 1969 : Général Vassily Bissyarin,
- 1970 à 1973 : Général Guennady Obatourov,
- 1973 à 1979 : Général Valentyn Varennikov,
- 1979 à 1986 : Général Valery Belikov,
- ~1986 : Général Viktor Skokov,
- 1992 à 1994 : Général Vassyl Sobkov,
- 1994 à 1998 : Général Petro Chouliak.